# Primavalle

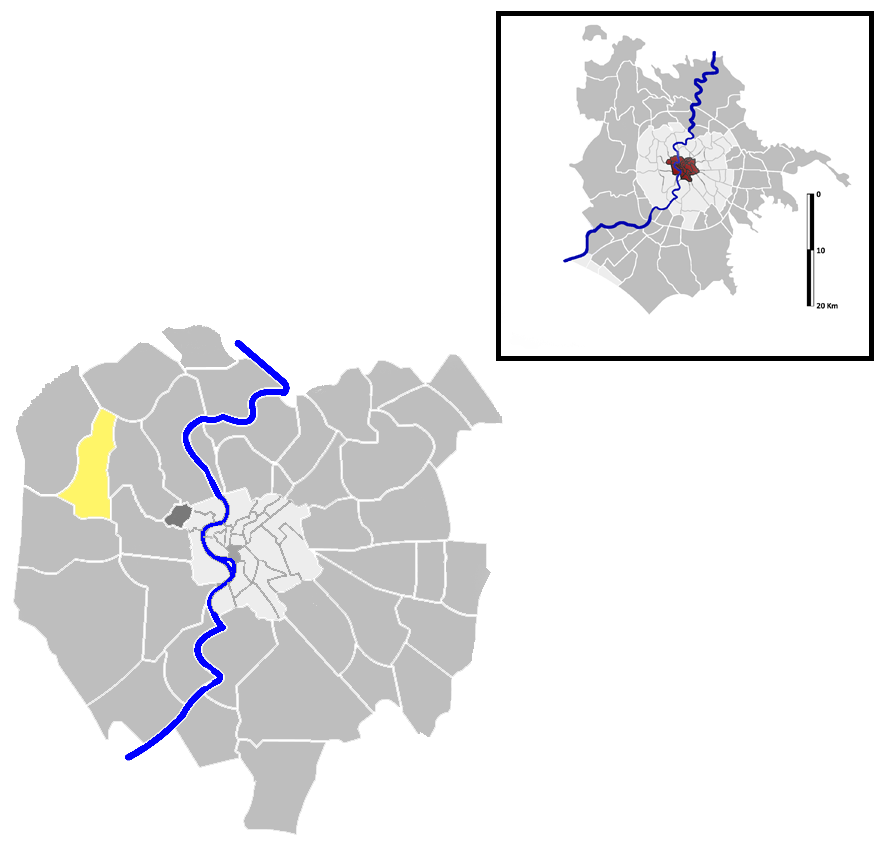
Lage von Primavalle in Rom

Primavalle ist ein Quartier im Nordwesten der italienischen Hauptstadt Rom. Der Name leitet sich von der Via de monti Primavalle ab. Es wird als Q.XXVII bezeichnet und ist Teil von Municipio XIII und XIV. Primavalle hat 75.468 Einwohner und eine Fläche von 4,9666 km². Primavalle befindet sich innerhalb der großen Ringstraße (GRA).
Die gleichnamige « zone urbanistiche » ist mit dem Code 19.b bezeichnete, hat 58.230 Einwohner und eine Fläche von 3,90 km².

## Geschichte
Tenuta di Primavalle war eine große landwirtschaftlich genutzte Fläche im Eigentum des Kapitels von St. Peter. Ende der 1920er Jahre wurde Primavalle an Privatpersonen verkauft, welche hier Villen im Grünen oder bescheidene ländliche Gebäude errichteten. 1936 wurde im Zuge der Stadtentwicklungspolitik unter Mussolini offiziell mit dem Ausbau einer neuen Siedlung mit einer hohen Anzahl von Sozialwohnungen begonnen.  In den 1950er Jahren galt Primavalle als eins der Armutsviertel der Stadt. Am 13. September 1961 wurden die Orte Primavalle und Vecchia aus dem Suburbio S.X Trionfale herausgenommen und aus ihnen das neue Quartiere Primavalle gegründet.

## Kirchen
- San Filippo Neri alla Pineta Sacchetti, erbaut von 1934 bis 1937, Architekt: Tullio Rossi
- Santa Maria della Salute a Primavalle, erbaut 1960
- Santa Maria Assunta e San Giuseppe a Primavalle, erbaut 1932, Architekten: Tullio Rossi, Renato Costa
- Santa Maria della Presentazione, erbaut um 2002, Architekt: Michele Molè
- San Luigi Maria Grignion de Montfort, erbaut 1970, Architekt: Francesco Romanelli
- San Lino, Architekt: Renato Costa
- San Giuseppe all’Aurelio, erbaut 1960–1970, Architekent: Ildo Avetta und Giulio Sciascia.
- San Cipriano, erbaut 1970–1975, Architekt: Alberto Ressa
- Santa Sofia, erbaut 1967/68; Nationalkirche der Ukrainer

## Primavalle im Film
- Primavalle ist Schauplatz in Roberto Rosselinis Film Europa 51, mit Ingrid Bergman in der Hauptrolle, der 1952 mit dem Goldenen Löwen in Venedig ausgezeichnet wurde.[3]
- 2002 drehte der Dokumentarfilmer Riccardo Zoffoli unter dem Titel "La Montagna del Sapone" einen Film über Primavalle, in dem er u. a. auch Einwohner interviewte, die als Statisten an Rosselinis Film mitgewirkt hatten.[4]
- 1976 wurde Ettore Scolas Film Die Schmutzigen, die Häßlichen und die Gemeinen (Brutti, sporchi e cattivi), der in den Elendsquartieren Primavalles spielt, in Cannes uraufgeführtm, und Scola wurde für diesen Film als bester Regisseur ausgezeichnet.